# جون لويس (لاعب كرة قدم بريطاني)
جون لويس (بالإنجليزية: John Lewis)‏ (9 مايو 1954 في المملكة المتحدة - ) هو لاعب كرة قدم بريطاني في مركز الوسط. لعب مع نادي ليتون أورينت وTilbury F.C. ‏ ونادي رومفورد ‏ وWalthamstow Avenue F.C. ‏.